# سوسن شائب
السوسن الشائب هو نوع من السوسن موطنه أمريكة الشمالية ، في شرق الولايات المتحدة وشرق كندا. ينتشر هذا النوع في المروج والمستنقعات وعلى طول ضفاف الأنهار والشواطئ.